# Bebelis fasciata
Bebelis fasciata là một loài bọ cánh cứng trong họ Cerambycidae.